# Верхнее Иваново
Верхнее Иваново, Верхне-Иваново — пресноводное озеро на территории сельского поселения Зареченск Кандалакшского района Мурманской области.

## Общие сведения
Площадь озера — 2,5 км², площадь водосборного бассейна — 50,3 км². Располагается на высоте 40,3 метров над уровнем моря.
Форма озера лопастная, продолговатая: оно более чем на три километра вытянуто с запада на восток. Берега изрезанные, каменисто-песчаные, местами заболоченные.
Через Верхнее Иваново течёт река Каменная, впадающая в Ковдозеро. через которое протекает река Ковда, впадающая, в свою очередь, в Белое море.
В озере не менее двух десятков небольших безымянных островов, расположенных преимущественно вдоль берегов водоёма.
С нескольких сторон к озеру подходят автозимники.
Населённые пункты вблизи водоёма отсутствуют.
Код объекта в государственном водном реестре — 02020000611102000001440.